# Liste der Landschaftsschutzgebiete im Kreis Siegen-Wittgenstein
Die Liste der Landschaftsschutzgebiete im Kreis Siegen-Wittgenstein enthält die Landschaftsschutzgebiete des Kreises Siegen-Wittgenstein in Nordrhein-Westfalen.

## Liste
| Bild | Nummer       | Bezeichnung des Gebietes              | Fläche in Hektar | WDPA-ID | Koordinaten | Datum der Verordnung |
| ---- | ------------ | ------------------------------------- | ---------------- | ------- | ----------- | -------------------- |
|      | LSG-4815-088 | LSG-Rothaargebirge                    | 29901,28         | 386370  | Position    | 1984                 |
|      | LSG-5014-001 | LSG-Schoemel                          | 3,42             | 390162  | Position    | 1985                 |
|      | LSG-5014-002 | LSG-Gemeinde Netphen                  | 11745,29         | 390136  | Position    | 1985                 |
|      | LSG-5015-003 | LSG-Bad Laasphe                       | 12293,81         | 390391  | Position    | 1987                 |
|      | LSG-5114-004 | LSG-Landeskroner Weiher, Wiebelhausen | 799,59           |         | Position    | 1974                 |
|      | LSG-5214-005 | LSG-In der Gambach                    | 609,71           |         | Position    | 1974                 |
|      | LSG-5214-006 | LSG-Hickengrund                       | 260,32           |         | Position    | 1974                 |